# Dongwangzhuang
Dongwangzhuang (kinesiska: 董王庄乡, 董王庄) är en socken i Kina. Den ligger i provinsen Shandong, i den östra delen av landet, omkring 95 kilometer nordväst om provinshuvudstaden Jinan.
Genomsnittlig årsnederbörd är 753 millimeter. Den regnigaste månaden är juli, med i genomsnitt 304 mm nederbörd, och den torraste är januari, med 5 mm nederbörd.